# Florian Zeller (Eishockeyspieler)
Florian „Floppo“ Zeller (* 29. August 1977 in München) ist ein deutscher Eishockeyspieler (Stürmer), der seit 2011 bei dem TEV Miesbach in der Bayernliga spielt.

## Karriere
Zeller begann seine Karriere im Alter von 17 Jahren in der Saison 1994/95 bei den Tölzer Löwen in der Junioren-Bundesliga. Er spielte 10 Jahre am Stück für die Tölzer, bis er zur Saison 2005/06 zum EHC München wechselte, für den er auch in der Saison 2006/07 spielte.
Zeller unterschrieb auch einen Vertrag für die 2007/08, wechselte dann wegen mangelnder Planungssicherheit im Frühjahr 2007 zu den Tölzer Löwen in die Oberliga, die ihm einen Vertrag über die Spielerkarriere hinaus anboten.
Sowohl in München als auch in Tölz erfreut sich Zeller einer hohen Beliebtheit und wurde aufgrund des 10-jährigen Jubiläums des EHC München am 19. Januar 2008 ins "EHC-Allstar-Team" berufen. Da die Tölzer Löwen wegen ihrer Insolvenz im Sommer 2009 zwangsweise absteigen mussten, entschied sich Zeller zur Saison 2009/10 für einen Wechsel zu den SERC Wild Wings.
Nach der Vize-Meisterschaft in der 2. Eishockey-Bundesliga hinter seinem Ex-Verein EHC München wechselte Zeller zur Saison 2010/11 zu den Starbulls Rosenheim.
Im Juni 2011 wechselte Zeller zum Bayernligisten TEV Miesbach.

## Karrierestatistik
(Legende zur Spielerstatistik: Sp oder GP = absolvierte Spiele; T oder G = erzielte Tore; V oder A = erzielte Assists; Pkt oder Pts = erzielte Scorerpunkte; SM oder PIM = erhaltene Strafminuten; +/− = Plus/Minus-Bilanz; PP = erzielte Überzahltore; SH = erzielte Unterzahltore; GW = erzielte Siegtore; 1 Play-downs/Relegation; Kursiv: Statistik nicht vollständig)